# Dolmen von Zêdes

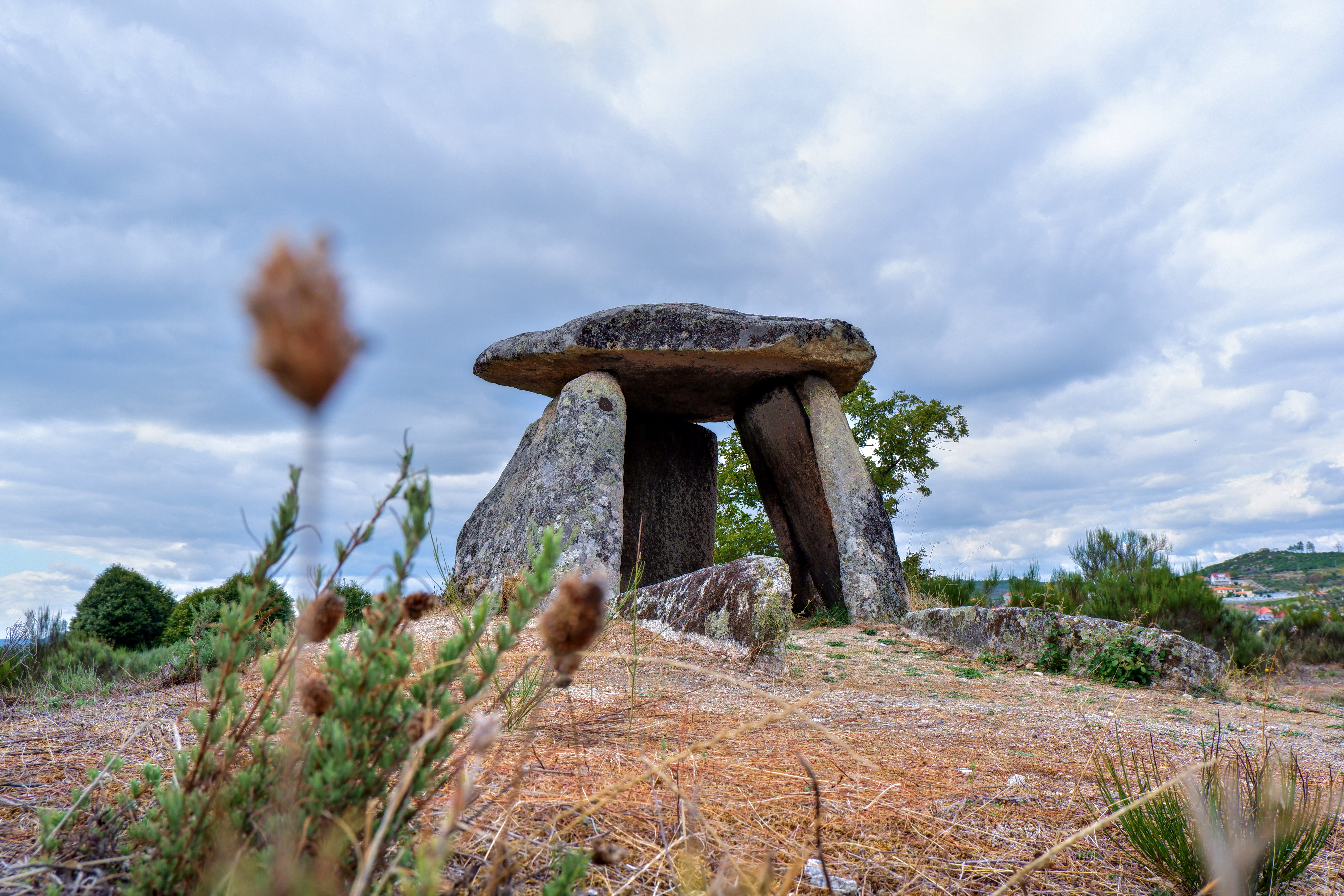
Anta von Zêdes

Der Dolmen von Zêdes (lokal auch als Casa da Moura bekannt) ist eine gut erhaltene kleine Anta nahe der Straße von Vilaflor nach Carrazeda de Ansiães in der Região Norte in Portugal. Beim Abzweig zum Dorf Zêdes führt von der Straße aus ein Feldweg direkt am Dolmen vorbei.
Bei der Anta handelt es sich um eine polygonale Kammer aus sieben Tragsteinen mit einem Gangrest, bestehend aus zwei Langsteinen. Auf dem Stirnstein sowie den drei daran anschließenden Tragsteinen der Südwand wurden Reste roter Bemalung festgestellt, auf dem Deckstein befinden sich Einritzungen und Schälchen.